# Agathon dismalea
Agathon dismalea is een muggensoort uit de familie van de Blephariceridae. De wetenschappelijke naam van de soort is voor het eerst geldig gepubliceerd in 1970 door Hogue.